# Ornithoptera aesacus
Ornithoptera aesacus là một loài bướm ngày thuộc họ Papilionidae. Nó là loài đặc hữu của Indonesia.
Only found on the heavily logged island of Obi. It is seriously endangered but commercially bred.

## Hình ảnh

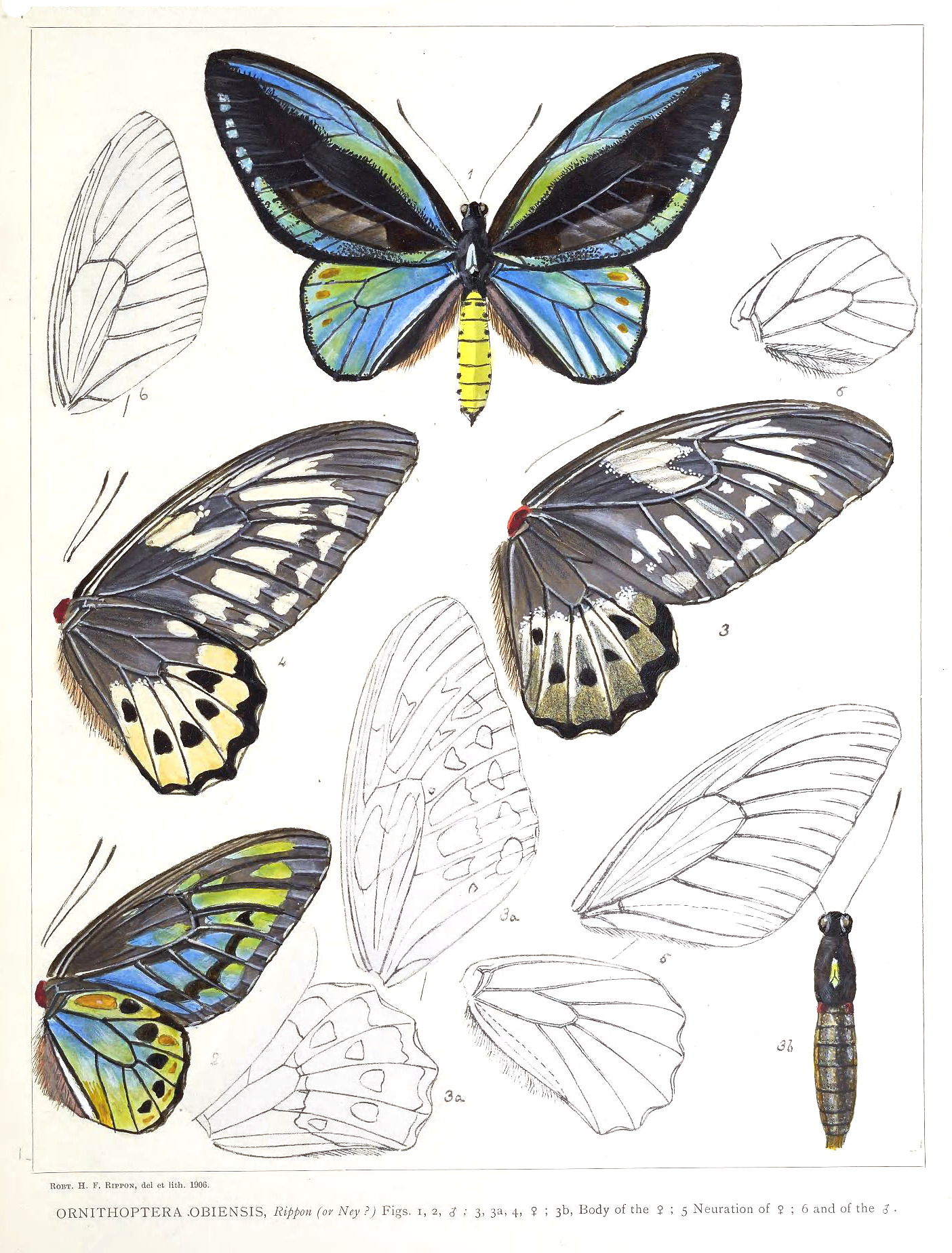
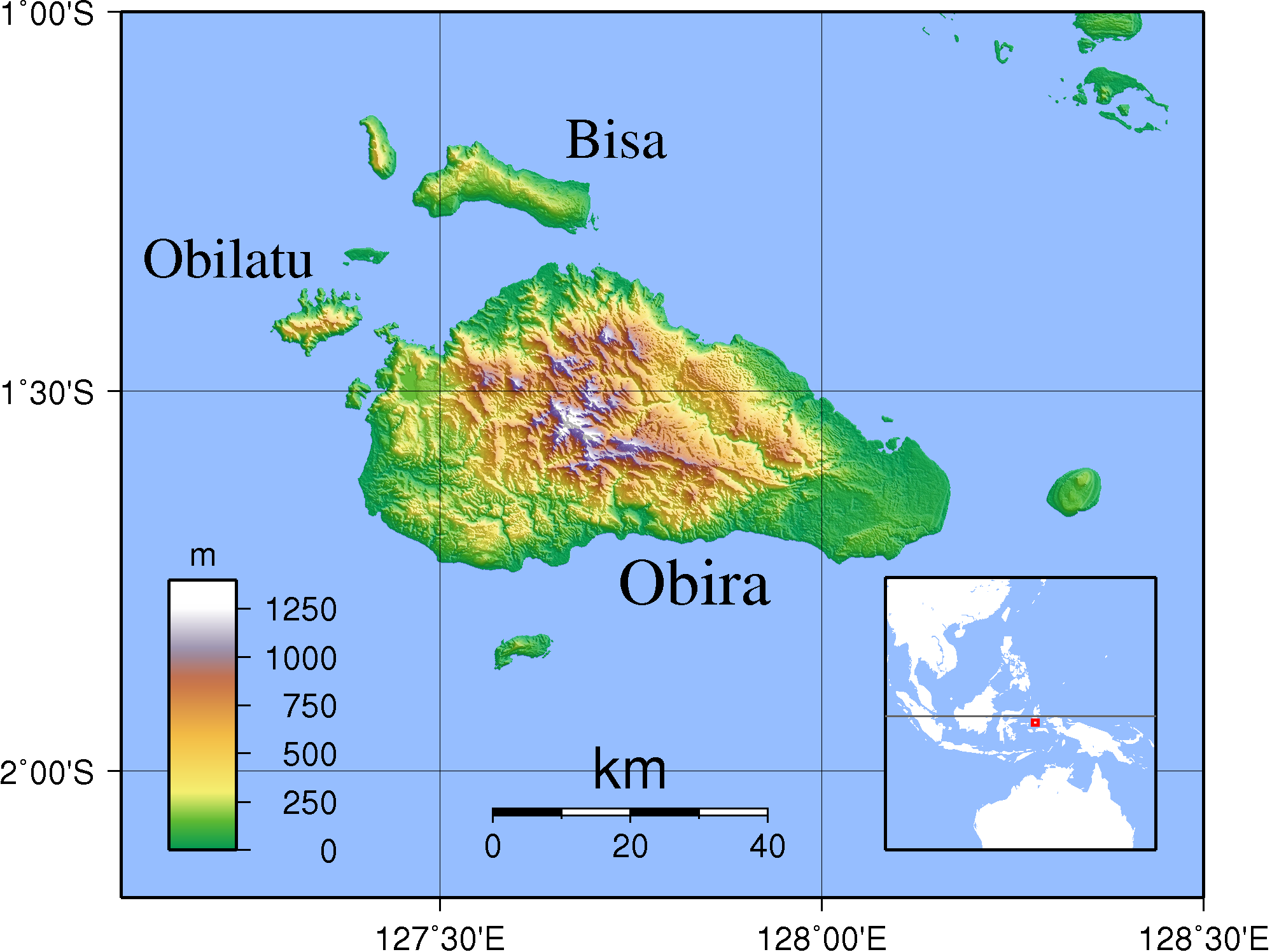
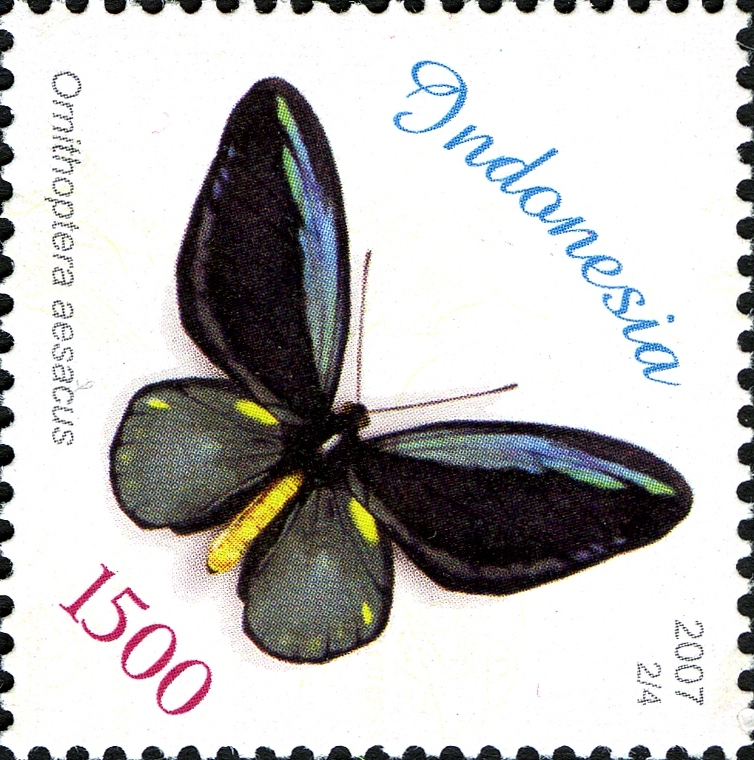